# 夏洛特县 (新不伦瑞克省)
夏洛特县（英語：Charlotte County）位于加拿大新不伦瑞克省西南部。2006年，该县人口为26,898人。该县的圣安德鲁镇为旅游圣地，圣斯蒂芬有巧克力工厂，其余地区的主要产业为渔业与水产养殖。

## 行政区划
- 基层区划
  - 圣斯蒂芬镇
  - 大马南村
  - 圣安德鲁镇
  - 圣乔治镇
  - 布莱克斯港村(Village of Blacks Harbour)
- 无建制
  - 海狸港
  - 坎波贝洛岛

## 美加争议地区
- Machias Seal Island
- North Rock